# Tenuto
Tenuto je styl hudebního přednesu, ve kterém jsou tóny hrány v celé své délce (na rozdíl od stylu přednesu staccato), ale přitom zřetelně oddělovány (na rozdíl od stylu přednesu legato). Jedná se o běžný „neutrální“ styl hry, který obvykle není v notovém záznamu nijak vyznačován. Pokud je třeba zvýraznit rozdíl mezi staccatovým a tenutovým tónem, značí se tenuto vodorovnou čárkou nad nebo pod notou.
Ukázka zápisu hry tenuto:
V prvním taktu tohoto příkladu jsou noty bez jakéhokoliv značení, tak, jak jsou zobrazovány v normální notaci - význam je v takovém případě „tenuto“.
V druhém taktu jsou první dvě noty staccato a pro zdůraznění toho, že další tři noty mají být tenuto, jsou použité vodorovné čárky nad notami.